# Winter-Harvest
| Recensione    | Giudizio    |
| ------------- | ----------- |
| AllMusic      | [ 2 ]       |
| Sputnikmusic  | 3.7 (Great) |
| Prog Archives | [ 4 ]       |

Winter-Harvest è il secondo album discografico del gruppo musicale rock olandese Golden Earring pubblicato nell'aprile del 1967 dalla Polydor Records.

## Il disco
Il brano contenuto nell'album: In My House, pubblicato come singolo, raggiunse la decima posizione della classifica Dutch Charts.

## Tracce

### LP
Lato A
Testi e musiche di Marinus Gerritsen e George Kooymans.
1. Another Man in Town – 2:21
2. Smoking Cigarettes – 2:19
3. In My House – 3:57
4. Don't Wanna Loose That Girl – 2:14
5. Impeccable Girl – 2:14
6. Tears and Lies – 1:59
7. You've Got the Intention to Hurt Me – 3:08

Lato B
Testi e musiche di Marinus Gerritsen e George Kooymans.
1. Dream – 2:38
2. You Break My Heart – 1:59
3. Baby Don't Make Me Nervous – 2:23
4. Call Me – 2:16
5. Happy and Young Together – 3:03
6. Lionel the Miser – 2:28
7. There Will Be a Tomorrow – 2:18

### CD
Testi e musiche di Marinus Gerritsen e George Kooymans, eccetto dove indicato.
1. Another Man in Town (Marinus Gerritsen)
2. Smoking Cigarettes (George Kooymans)
3. In My House (Marinus Gerritsen)
4. Don't Wanna Loose That Girl
5. Impeccable Girl (George Kooymans)
6. Tears and Lies (Marinus Gerritsen)
7. You've Got the Intention to Hurt Me (George Kooymans)
8. Dream
9. You Break My Heart (Marinus Gerritsen)
10. Baby Don't Make Me Nervous (George Kooymans)
11. Call Me
12. Happy and Young Together
13. Lionel the Miser
14. There Will Be a Tomorrow
15. Daddy Buy Me a Girl – Bonus Track
16. What You Gonna Tell – Bonus Track
17. Don't Run Too Far – Bonus Track
18. Wings – Bonus Track

## Formazione
- George Kooymans - chitarra solista, voce
- Frans Krassenburg - voce solista
- Marinus Rinus Gerritsen - basso, piano
- Jaap Eggermont - batteria

Musicista aggiunto
- Cees Schrama - piano, organo, vibrafono

Note aggiuntive
- Fred Haayen - produttore (Fred Haayen Production)
- J.R. Audier - ingegnere delle registrazioni
- Herman Kooymans - fotografie